# Mendexa
Mendexa város Spanyolországban,  Bizkaia tartományban. Mendexa Lekeitio, Ispaster, Amoroto és Berriatua községekkel határos. Lakosainak száma 424 fő (2024).

## Népesség
A település népessége az utóbbi években az alábbiak szerint változott:
| Lakosok száma | 352  | 363  | 411  | 437  | 439  | 455  | 451  | 438  | 425  | 424  |
|               | 2001 | 2004 | 2007 | 2009 | 2012 | 2014 | 2017 | 2019 | 2022 | 2024 |